# Маслаков Анатолій Леонідович
Маслаков Анатолій Леонідович (рос. Маслаков, Анатолий Леонидович; 15 липня 1955 — 5 січня 2015) — український спеціаліст вищої категорії, вчитель-методист, відмінник освіти України, нагороджений нагрудними знаками «Василь Сухомлинський» та «А. С. Макаренко», державною нагородою — орденом «За заслуги» ІІІ ступеня (посмертно).

## Біографія
Народився Маслаков Анатолій Леонідович 15 липня 1955 року у селі Ганнозачатівка, Криничанського району, Дніпропетровської області. Після закінчення школи навчався у Кіровоградському педагогічному інституті, де отримав спеціальність «Викладач фізичної культури».
Розпочав свою трудову діяльність у 1976 році учителем фізичної культури у Промінській восьмирічній школі Солонянського району, у 1977 році повернувся до рідної Криничанщини, а з 1982 року почав працювати учителем фізичної культури та керівником туристичного гуртка у Світлогірській середній загальноосвітній школі.
У 1982 при Світлогірській середній загальноосвітній школі Криничанського району, Дніпропетровської області створив спортивно-туристський клуб «Едельвейс».
За свій трудовий шлях Маслаков А. Л. здійснив 130 походів по рідному краю, в яких взяли участь 1910 учнів; провів 72 багатоденних, ступеневих, категорійних походів по Криму та Карпатах, в яких брали участь 1265 учнів та 65 учителів школи та інших шкіл району; підготував спортсменів-розрядників — 1188 осіб.
Анатолій Леонідович проводив кропітку роботу щодо популяризації туризму у школі та районі. За останні роки до туристичних походів були залучені учні з 9 шкіл Криничанського району.
Маслаков А. Л. був координатором спортивної та туристсько-краєзнавчої роботи в Криничанському районі. Завдяки його організаторським здібностям, професіоналізму фізична культура — легка атлетика, футбол, баскетбол, гандбол, спортивний туризм — набула великого розмаху і вивела Криничанський район в лідери серед сільських районів області.
Неодноразово, враховуючи досвід роботи Маслакова А. Л., на базі Світлогірської СЗШ для працівників управлінь, відділів, департаментів освіти області, відповідальних за спортивно-масову роботу, вчителів фізичної культури проводилися науково-методичні семінари-практикуми щодо виховання підростаючого покоління на традиціях українського народу засобами фізичної культури та туризму, пропаганди здорового способу життя.
Маслаков А. Л. власним прикладом виховував в учнів почуття патріотизму, відданості своїй справі, любові до людей, до Батьківщини. Він учасник Революції гідності, волонтер АТО на Сході України, депутат сільської та районної ради. Забезпечував і підтримку та допомогу пораненим бійцям у шпиталях міста Дніпропетровська, добре знали його і бійці з 25 та 93 повітряно-десантної бригади.
5 січня 2015 року на 60-му році життя під час чергового походу Карпатськими горами зупинилося серце туриста, наставника, патріота України, активіста громадського руху, волонтера, який віддав своє життя справі виховання молодого покоління та своїй країні.
Його ім'я занесене до музейної експозиції КЗ «ДДЮЦМС» ДОР «Алея туристичної слави Дніпропетровщини».
За ініціативою Дніпропетровського дитячо-юнацького центру міжнародного співробітництва, починаючи з 2015 року фінальні змагання зі спортивного туризму в рамках Олімпіади серед учнів загальноосвітніх закладів Дніпропетровської області, присвячуються пам'яті Маслакова А. Л.
В грудні 2015 року створено фільм «Всім серцем любіть Україну свою», присвячений життю і пам'яті Маслакова А. Л., який рекомендовано вчителям Дніпропетровщини для використання в навчально-виховному процесі.

## Нагороди
- Нагрудний знак «Василь Сухомлинський»
- Нагрудний знак «А. С. Макаренко»
- Нагрудний знак МОН України «Відмінник освіти»
- Орден «За заслуги» (Україна)